# Piotr Stefanowicz
Piotr Tadeusz Stefanowicz – polski chemik, dr hab. nauk chemicznych, profesor Wydziału Chemii Uniwersytetu Wrocławskiego.

## Życiorys
W 1984 ukończył studia chemiczne na   Uniwersytecie Wrocławskim, 13 maja 1993 obronił pracę doktorską Kinetyka reakcji aminolizy aktywnych pochodnych aminokwasów - próba korelacji z kodem genetycznym, 8 kwietnia 2010 habilitował się na podstawie pracy zatytułowanej Fragmentacja jonów pochodnych aminokwasów w fazie gazowej na przykładzie modyfikowanych polipeptydów, taksoidów i cytochalasyn. 17 kwietnia 2019 nadano mu tytuł profesora w zakresie nauk chemicznych.
Pracował w Instytucie Chemii na Wydziale Matematyki, Fizyki i Chemii Uniwersytetu Wrocławskiego.
Jest zatrudniony na stanowisku profesora na Wydziale Chemii Uniwersytetu Wrocławskiego.